# Saint-Denis-des-Coudrais
Saint-Denis-des-Coudrais is een gemeente in het Franse departement Sarthe (regio Pays de la Loire) en telt 119 inwoners (2009). De plaats maakt deel uit van het arrondissement Mamers.

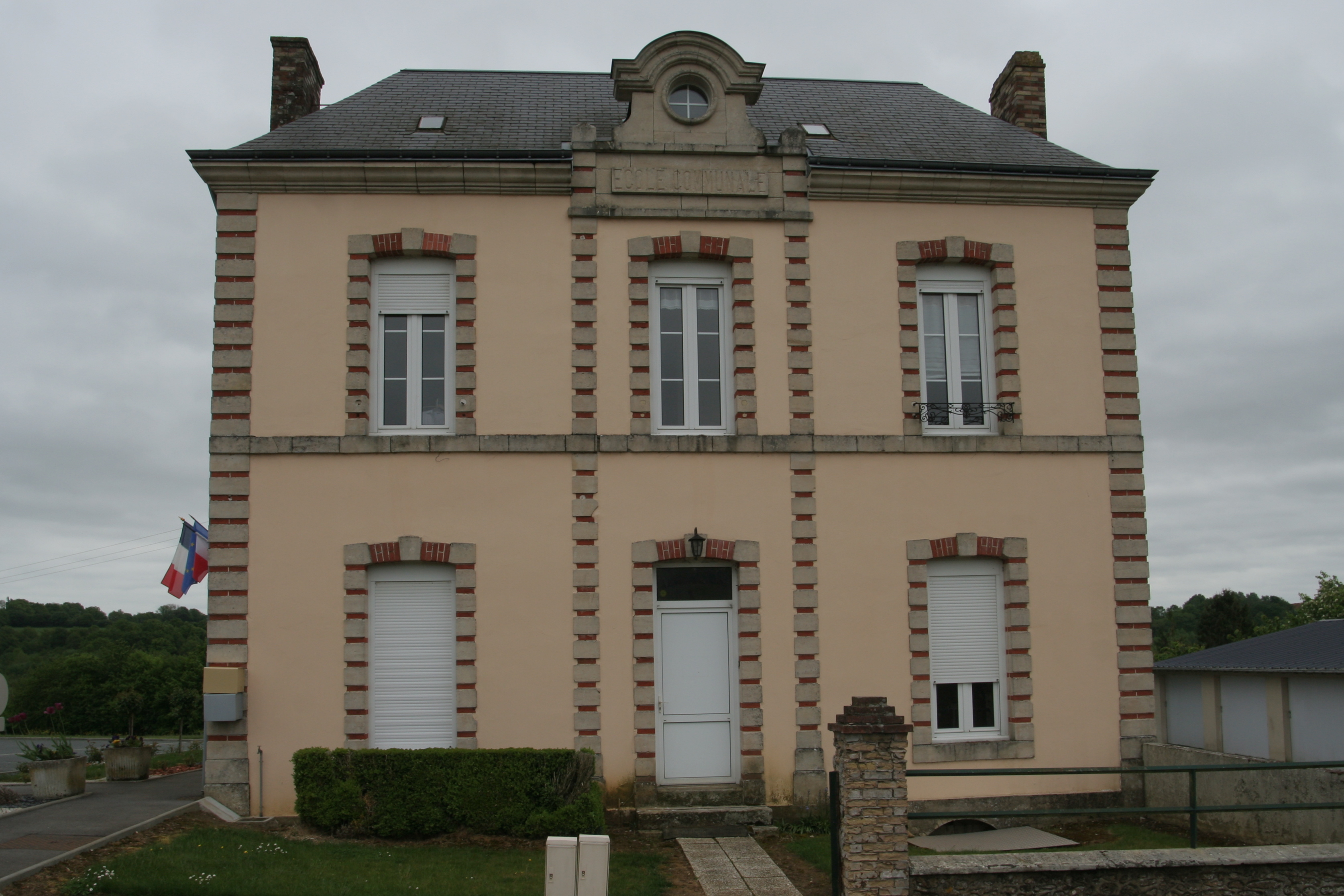
Gemeentehuis

## Geografie
De oppervlakte van Saint-Denis-des-Coudrais bedraagt 6,8 km², de bevolkingsdichtheid is dus 17,5 inwoners per km².
De onderstaande kaart toont de ligging van Saint-Denis-des-Coudrais met de belangrijkste infrastructuur en aangrenzende gemeenten.

## Demografie
Onderstaande figuur toont het verloop van het inwonertal (bron: INSEE-tellingen).